# Cryostat
Un cryostat est :

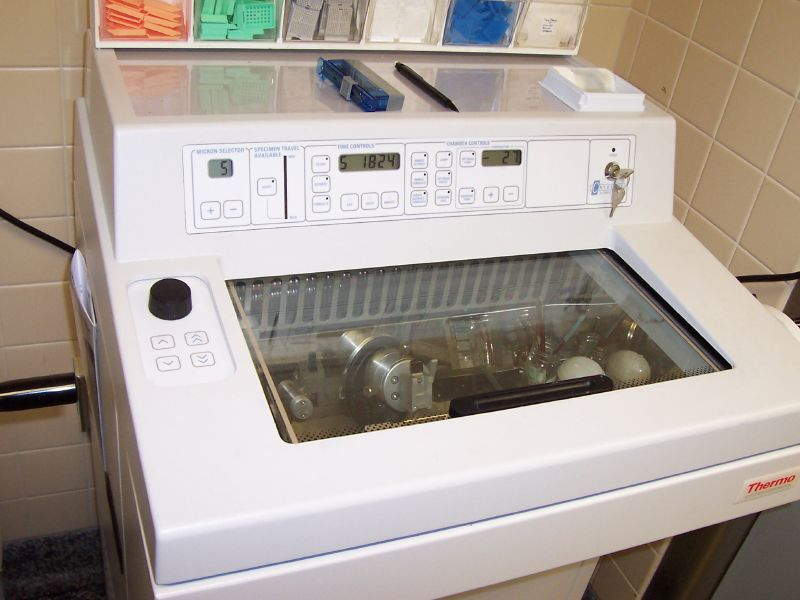
Exemple de cryostat.

- un instrument de physique permettant d’obtenir des températures cryogéniques par l’utilisation de l'inertie thermique d'un liquide très froid ;
- un appareil de laboratoire proche de la salle d'opération : une enceinte réfrigérée destinée à refroidir rapidement un élément de tissu humain issu d'une biopsie dans le but de l'examiner sans délai important en préparant une coupe au microtome pour l'examen au microscope pour la continuation de l'opération.

## Types
Le cryostat à dilution utilise deux isotopes : l'hélium 3 (rare) et l'hélium 4 (commun).
Lorsque la température descend en dessous de 0,8 K, le mélange des deux isotopes devient hétérogène, la phase supérieure s'enrichissant en hélium 3 et la phase inférieure en hélium 4. Lorsqu'on provoque leur mélange par un mouvement, il en résulte une absorption de chaleur du milieu extérieur due à l'enthalpie de mélange de l'hélium 3 et de l'hélium 4. Le mélange est par la suite aspiré puis distillé dans la partie supérieure du cryostat puis recomprimé et refroidi. Il en résulte deux liquides, l'un riche en hélium 3, l'autre en hélium 4, et le cycle peut recommencer.